# MOWOS
Der Munich Olympic Walk of Stars (kurz: MOWOS) ist ein ca. 800 Meter langer Gehweg am Willi-Daume-Platz, am Nordufer des Olympiasees im Münchner Olympiapark. Ähnlich wie auf dem Walk of Fame vor dem TCL Chinese Theatre in Los Angeles und dem Walk of Fame Europe in Rotterdam verewigen sich Persönlichkeiten aus Show und Sport mit ihren Handabdrücken und persönlichen Botschaften auf Zementplatten, die in den Gehweg eingelassen werden.

## Allgemeines
Seit 2003 haben sich bis heute über 170 Stars und wichtige Persönlichkeiten auf Zementplatten in der Größe von 90 × 90 cm verewigt, die nach dem Trockenvorgang mit einem Speziallack gegen Witterungseinflüsse und Verunreinigungen geschützt werden. Die Idee zu dieser Aktion stammt vom Regisseur und Filmproduzenten Alexander Ganser.
Für die Aufnahme in den Walk of Stars müssen Persönlichkeiten aus Sport, Musik und Unterhaltung sich um den Olympiapark verdient gemacht bzw. im Olympiastadion München, der Olympiahalle, der Olympia-Schwimmhalle oder im Olympia-Eissportzentrum Erfolge gefeiert haben. Ein Gremium wählt aus Vorschlägen die Persönlichkeit aus. Auch Musikgruppen, Mannschaften und Vertreter von Veranstaltungen können ausgewählt werden.
Der Walk of Stars wurde am 28. Mai 2003 feierlich mit der ersten Zementplatte mit dem Handabdruck des Schlagersängers Howard Carpendale eröffnet.

## Liste der Geehrten
| Datum         | Name                                            | Anmerkung |
| ------------- | ----------------------------------------------- | --- |
| 28. Mai 2003  | Howard Carpendale                               | deutsch-südafrikanischer Schlagersänger, erste Ehrung |
| 29. Mai 2003  | Tom Jones                                       | britischer Popsänger |
| 1. Juni 2003  | Tenzin Gyatso                                   | 14. Dalai Lama |
| 13. Juni 2003 | Bon Jovi                                        | US-amerikanische Rockband |
| 1. Juli 2003  | Udo Jürgens                                     | österreichischer Sänger |
| 27. Juli 2003 | Julio Iglesias                                  | spanischer Sänger |
| 18. Sep. 2003 | Carlos Santana                                  | US-amerikanischer Musiker und Gitarrist |
| 1. Okt. 2003  | Eddy Merckx Patrick Sercu                       | ehemalige belgische Radrennfahrer |
| 13. Nov. 2003 | Peter Maffay                                    | deutscher Musiker |
| 18. Feb. 2004 | André Rieu                                      | niederländischer Violinist und Orchesterleiter |
| 2. März 2004  | Shania Twain                                    | kanadische Sängerin, erste geehrte Frau |
| 5. Juni 2004  | The Undertaker                                  | US-amerikanischer Wrestler |
| 13. Juni 2004 | Metallica                                       | US-amerikanische Metal-Band |
| 29. Juni 2004 | Olympischer Fackellauf nach Athen               | Fackelläufer, die bei den Spielen 1972 dabei waren: Hans-Johann Färber (Olympiasieger mit dem Deutschland-Achter), Klaus Wolfermann (Olympiasieger im Speerwurf), Klaus Steinbach (Silber im Schwimmen), Walther Tröger (Bürgermeister des Olympischen Dorfes) |
| 7. Juli 2004  | Fußball-Weltmeister von 1974                    | Zum 30-jährigen Jubiläum des Weltmeistertitels |
| 8. Aug. 2004  | Ingo Schultz                                    | ehemaliger deutscher Sprinter |
| 23. Aug. 2004 | Joachim Fuchsberger                             | deutscher Schauspieler, Fernsehmoderator und Stadionsprecher bei den Olympischen Sommerspielen 1972 |
| 16. Okt. 2004 | Lionel Richie                                   | US-amerikanischer Sänger |
| 19. Nov. 2004 | James Last                                      | deutscher Bandleader |
| 23. Dez. 2004 | Die Toten Hosen                                 | deutsche Rockband |
| 20. Feb. 2005 | Ronan Keating                                   | irischer Sänger (Boyzone) |
| 9. April 2005 | Kastelruther Spatzen                            | volkstümliche Musikgruppe aus Südtirol |
| 28. Mai 2005  | DJ BoBo                                         | Schweizer Musiker und Tänzer |
| 22. Juni 2005 | Meat Loaf                                       | US-amerikanischer Sänger und Schauspieler |
| 13. Okt. 2005 | Backstreet Boys                                 | US-amerikanische Boygroup |
| 18. Okt. 2005 | Marius Müller-Westernhagen                      | deutscher Musiker und Schauspieler |
| 13. Nov. 2005 | Erik Zabel Sigi Renz Bruno Risi Kurt Betschart  | als Repräsentanten des Münchner Sechstagerennens |
| 25. Nov. 2005 | a-ha                                            | norwegische Popband |
| 11. Dez. 2005 | Nokia Night of the Proms                        | Konzertreihe |
| 22. Dez. 2005 | Simply Red                                      | britische Band |
| 7. Feb. 2006  | René Lohse Kati Winkler                         | deutsches Eiskunstlaufpaar, stellvertretend für die Eisrevue Holiday on Ice |
| 12. Feb. 2006 | Liza Minnelli                                   | US-amerikanische Schauspielerin und Sängerin |
| 18. Feb. 2006 | Deep Purple Alice Cooper                        | britische Rockband US-amerikanischer Rocksänger |
| 5. Mär. 2006  | Fritz Rau                                       | deutscher Konzertveranstalter |
| 6. Mai 2006   | Eros Ramazzotti                                 | italienischer Sänger |
| 5. Juni 2006  | Zubin Mehta Christian Thielemann Mariss Jansons | Dirigenten des 3-Orchester-Konzerts im Rahmen des Kulturprogramms zur Fußball-Weltmeisterschaft 2006 |
| 5. Juni 2006  | Plácido Domingo Lang Lang                       | Tenor und Pianist des 3-Orchester-Konzerts im Rahmen des Kulturprogramms zur Fußball-Weltmeisterschaft 2006 |
| 12. Sep. 2006 | B. B. King                                      | US-amerikanischer Blues-Gitarrist und Sänger |
| 17. Okt. 2006 | David Copperfield                               | US-amerikanischer Illusionist |
| 22. Nov. 2006 | Chris de Burgh                                  | irischer Musiker |
| 25. Mai 2007  | Zucchero                                        | italienischer Musiker |
| 7. Juni 2007  | Bryan Adams                                     | kanadischer Rockmusiker |
| 14. Juni 2007 | Aerosmith                                       | US-amerikanische Rockband |
| 10. Juli 2007 | Genesis                                         | britische Rockband |
| 10. Juli 2007 | Boris Becker                                    | ehemaliger deutscher Tennisspieler |
| 31. Okt. 2007 | Snoop Dogg                                      | US-amerikanischer Musiker, Moderator des MTV Europe Music Awards 2007 in der Olympiahalle |
| 30. Nov. 2007 | Munich Indoors                                  | Reitturnier; Handabdrücke von Isabell Werth und Ludger Beerbaum, Hufabdruck des Pferdes Semper Fidelis, Hufeisen von Beerbaums Pferd Goldfever |
| 10. Mär. 2008 | Earth, Wind and Fire                            | US-amerikanische Band |
| 11. Mai 2008  | KISS                                            | US-amerikanische Hardrock-Band |
| 2. Juni 2008  | Lenny Kravitz                                   | US-amerikanischer Rocksänger |
| 23. Sep. 2008 | R.E.M.                                          | US-amerikanische Rockband |
| 22. Nov. 2008 | Elton John                                      | britischer Musiker |
| 23. Aug. 2009 | Michael Stich                                   | ehemaliger deutscher Tennisspieler |
| 15. Okt. 2009 | Xavier Naidoo                                   | deutscher Sänger |
| 10. Dez. 2009 | John Miles                                      | britischer Musiker |
| 23. Feb. 2010 | Chris Rea                                       | britischer Musiker |
| 12. Apr. 2010 | Nena                                            | deutsche Sängerin |
| 6. Mai 2010   | Scorpions                                       | deutsche Rockband |
| 23. Sep. 2010 | Supertramp                                      | britische Rockband |
| 27. Okt. 2010 | Status Quo                                      | britische Rockband |
| 12. Dez. 2010 | Cliff Richard                                   | britischer Sänger |
| 1. Jan. 2011  | Lindsey Vonn Felix Neureuther                   | Die ersten geehrten Wintersportler; die Alpin-Skiläufer bereiten sich auf den Parallelslalom auf dem Olympiaberg im Rahmen des Alpinen Skiweltcups vor. |
| 5. Mär. 2011  | Kylie Minogue                                   | australische Sängerin |
| 17. Mai 2011  | Cat Stevens                                     | britischer Musiker (Künstlername Yusuf) |
| 15. Juni 2011 | Ozzy Osbourne                                   | britischer Rockmusiker (Black Sabbath) |
| 20. Juni 2011 | Roger Waters                                    | britischer Rockmusiker (Pink Floyd) |
| 22. Nov. 2011 | Rammstein                                       | deutsche Rockband |
| 22. Dez. 2011 | Maria Höfl-Riesch                               | deutsche Skirennläuferin |
| 16. Dez. 2012 | Anastacia                                       | US-amerikanische Sängerin |
| 21. Apr. 2013 | Helene Fischer Michelle Andreas Gabalier        | deutsche Sängerinnen bzw. österreichischer Sänger |
| 18. Juli 2013 | Henry Maske                                     | ehemaliger deutscher Boxer |
| 24. Aug. 2013 | Basketball-Europameister 1993                   | Michael Koch, Kai Nürnberger, Jens Kujawa, Gunther Behnke, Mike Jackel, Henrik Rödl, Henning Harnisch, Stephan Baeck, Moritz Kleine-Brockhoff und Hansi Gnad sowie der Trainer Svetislav Pešić                                                                 |
| 27. Sep. 2013 | Katarina Witt                                   | ehemalige deutsche Eiskunstläuferin |
| 16. Jan. 2014 | Michael Bublé                                   | kanadischer Sänger |
| 13. Mär. 2014 | James Blunt                                     | britischer Sänger |
| 22. Okt. 2014 | David Garrett                                   | deutscher Violinist |
| 13. Jan. 2015 | Die Fantastischen Vier                          | deutsche Hip-Hop-Band |
| 22. Mai 2015  | Herbert Grönemeyer                              | deutscher Musiker |
| 20. Dez. 2015 | Pur                                             | deutsche Popband |
| 21. Mär. 2016 | Sunrise Avenue                                  | finnische Rockband |
| 20. Mai 2016  | Rod Stewart                                     | britischer Sänger |
| 25. Mai 2016  | Udo Lindenberg                                  | deutscher Musiker |
| 23. Sep. 2016 | Nickelback                                      | kanadische Rockband |
| 11. Dez. 2016 | Night of the Proms                              | zweite Ehrung der Konzertreihe |
| 4. Feb. 2017  | Andrea Berg                                     | deutsche Sängerin |
| 14. Juni 2017 | Kings of Leon                                   | amerikanische Rockband |
| 1. Juli 2017  | Andreas Gabalier                                | österreichischer Sänger |
| 27. Okt. 2017 | Spider Murphy Gang                              | deutsche Band |
| 9. Dez. 2018  | Bryan Ferry                                     | britischer Sänger und Songschreiber (Roxy Music) |
| 1. Juli 2019  | Billy Gibbons                                   | US-amerikanischer Musiker (ZZ Top) |
| 1. Juli 2019  | EHC Red Bull München                            | Münchner Eishockeyverein |
| 7. Juli 2019  | Mark Knopfler                                   | schottischer Musiker (Dire Straits) |
| 26. Juli 2019 | Pink                                            | US-amerikanische Pop-Rock-Sängerin |
| 23. Feb. 2020 | The Kelly Family                                | irische Musikgruppe |
| 31. Okt. 2021 | Ehrlich Brothers                                | deutsches Zauberkünstlerduo |
| 5. Apr. 2022  | Sarah Connor                                    | deutsche Sängerin |
| 23. Okt. 2022 | Legenden des FC Bayern und des TSV 1860         | FC Bayern: Thomas Linke, Claudio Pizarro, Sammy Kuffour, Hansi Pflügler, Paulo Sérgio, Giovane Élber und Raimond Aumann. TSV 1860: Thomas Riedl, Benny Lauth, Harald Cerny, Bernhard Winkler, Michael Hofmann, Werner Lorant und Marco Kurz.                   |
| 20. Juni 2023 | Roland Kaiser                                   | deutscher Sänger und Musiker |
| 18. Mär. 2023 | Depeche Mode                                    | britische Synth-Rock- bzw. Synthie-Pop-Band |
| 1. Aug. 2023  | Iron Maiden                                     | britische Hard-Rock- und Heavy-Metal-Band |

## Bilder

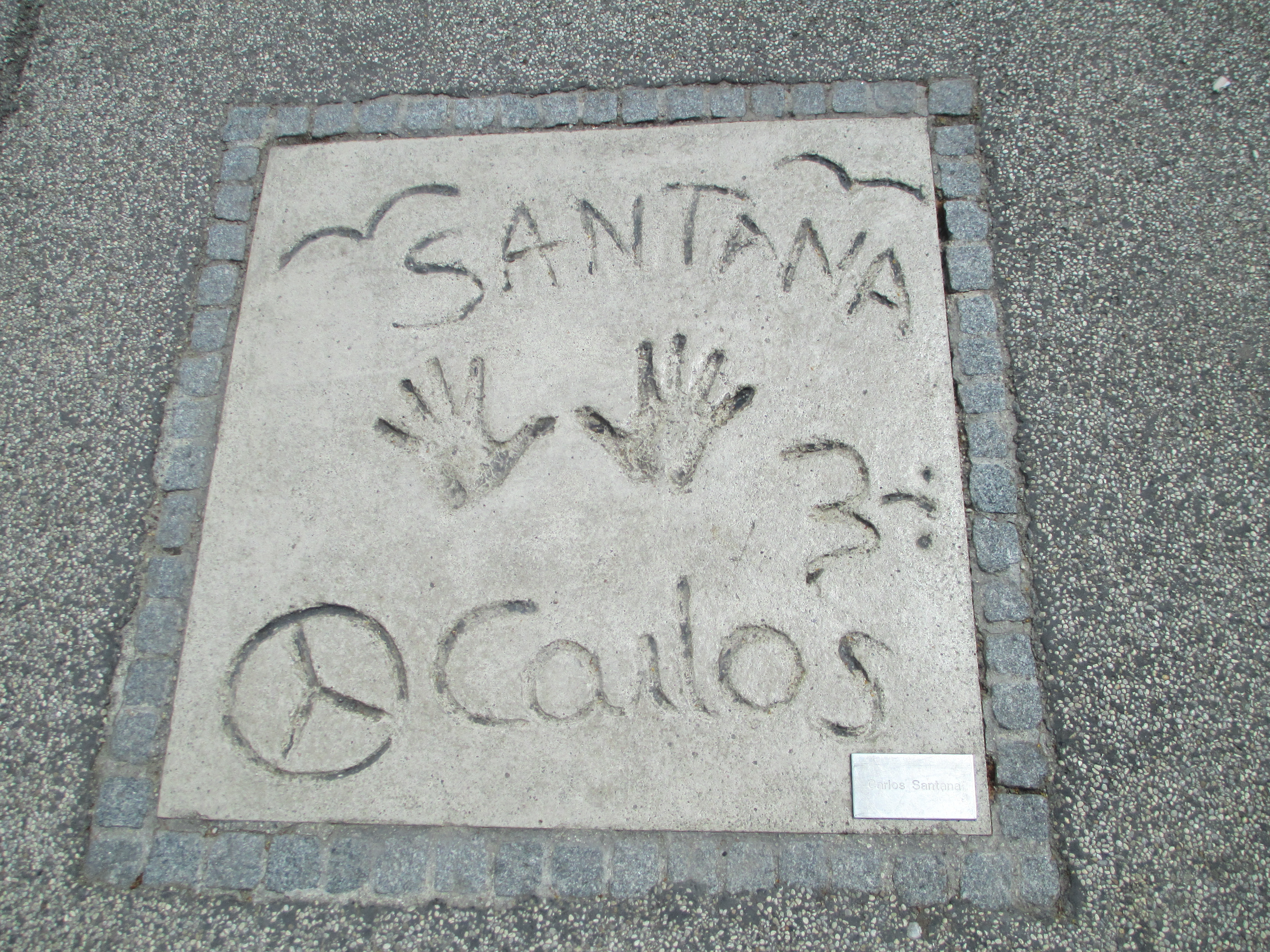
Carlos Santana
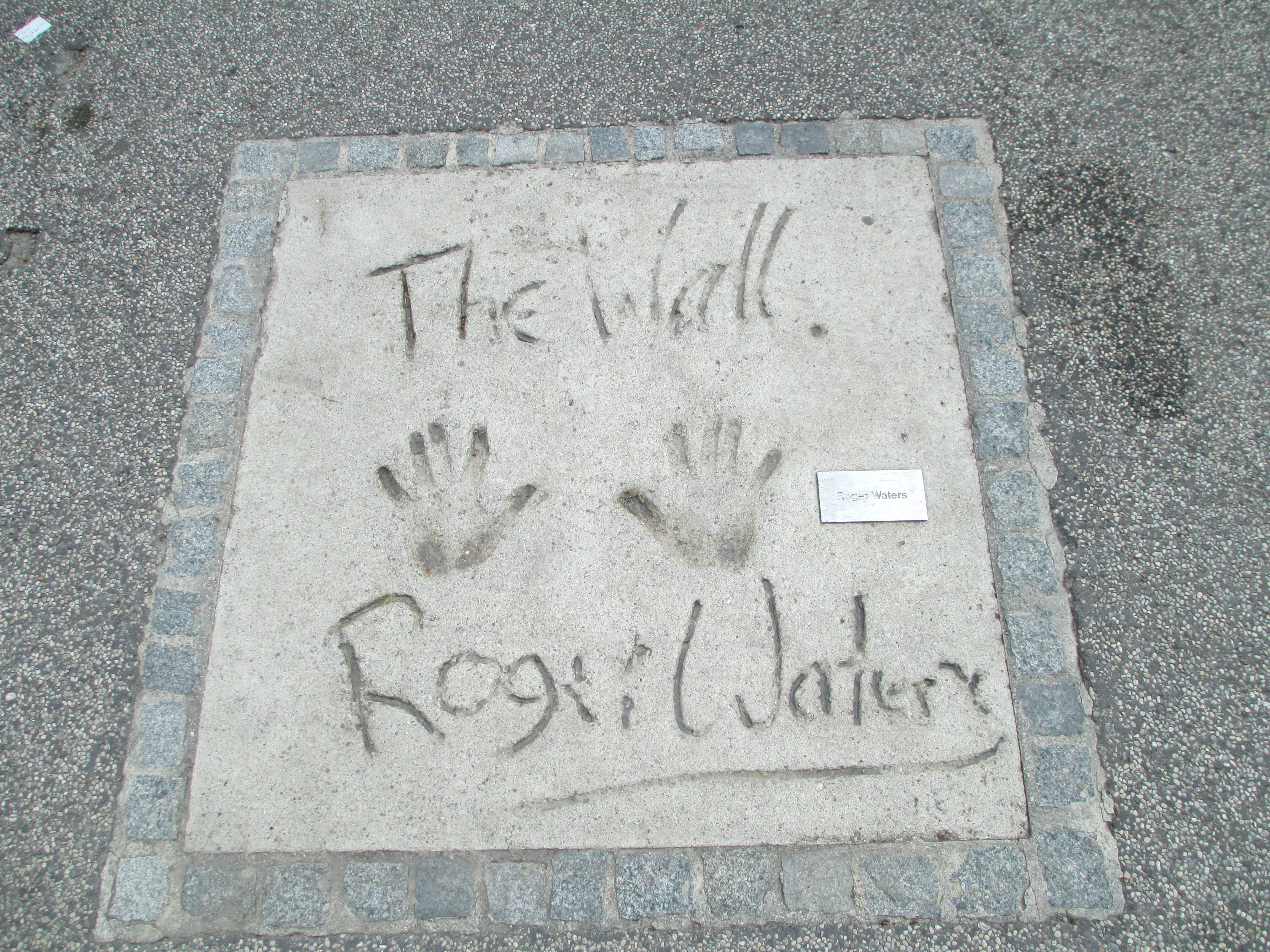
Roger Waters
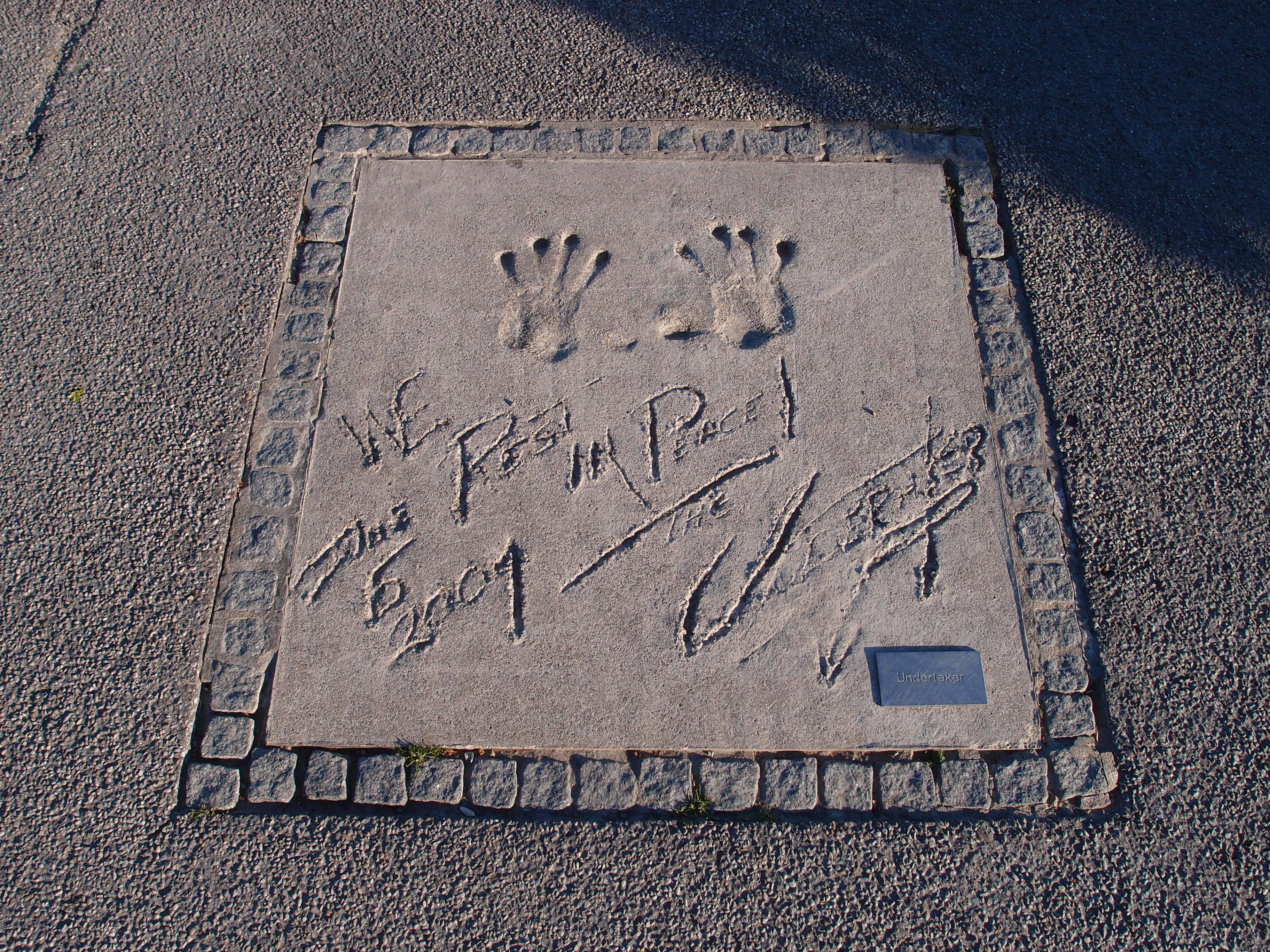
The Undertaker
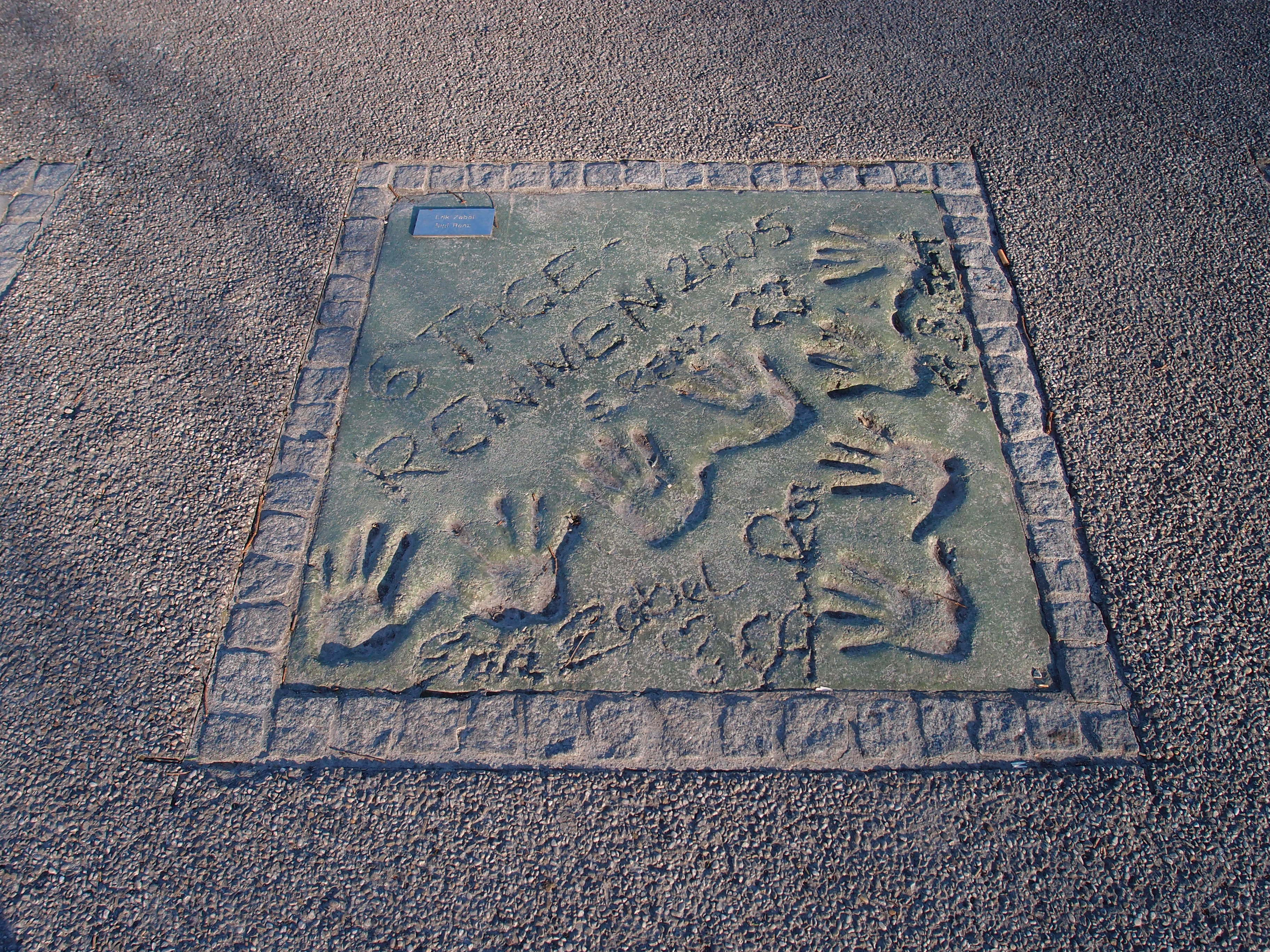
Erik Zabel, Sigi Renz, Bruno Risi, Kurt Betschart
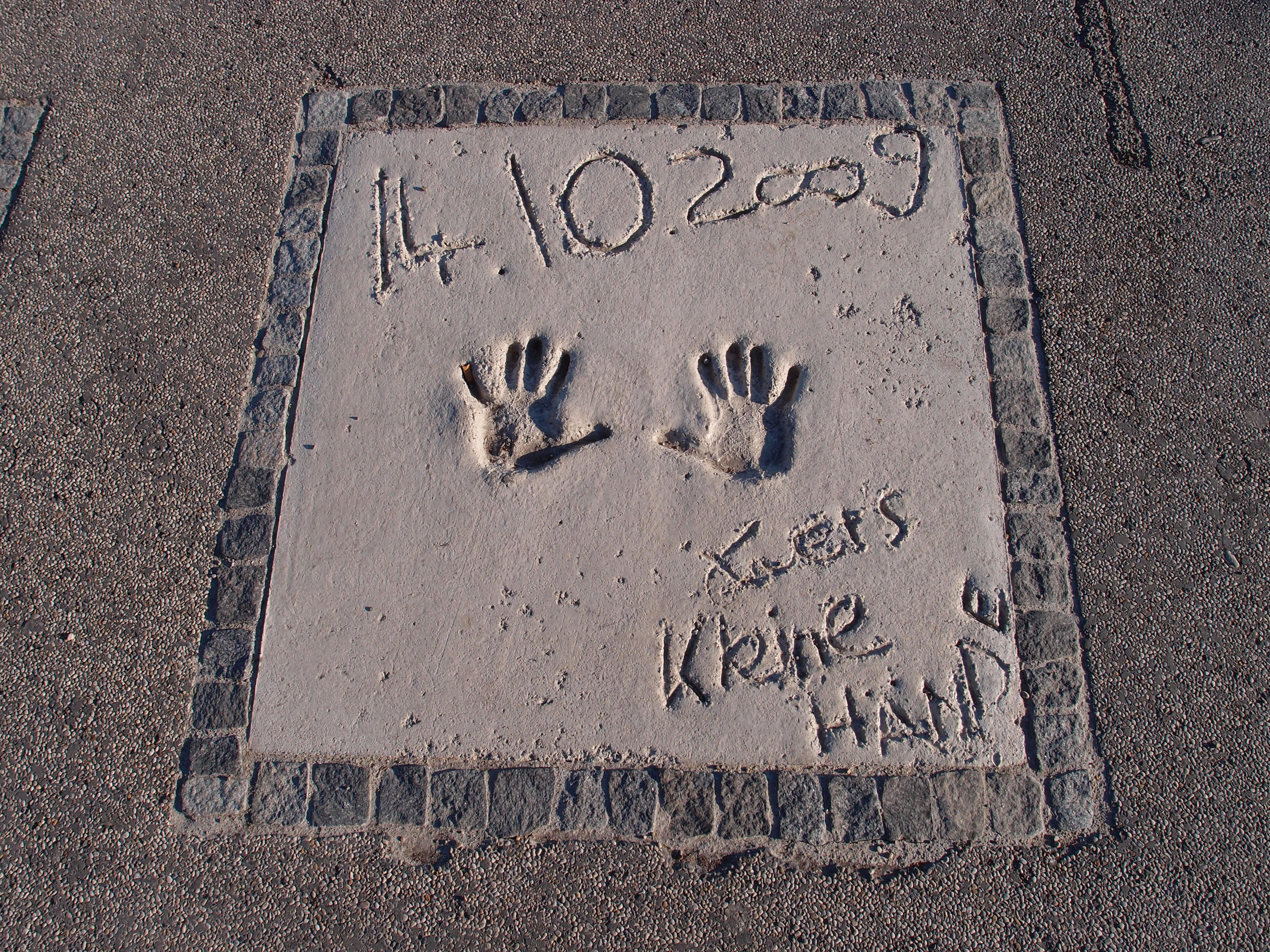
Xavier Naidoo
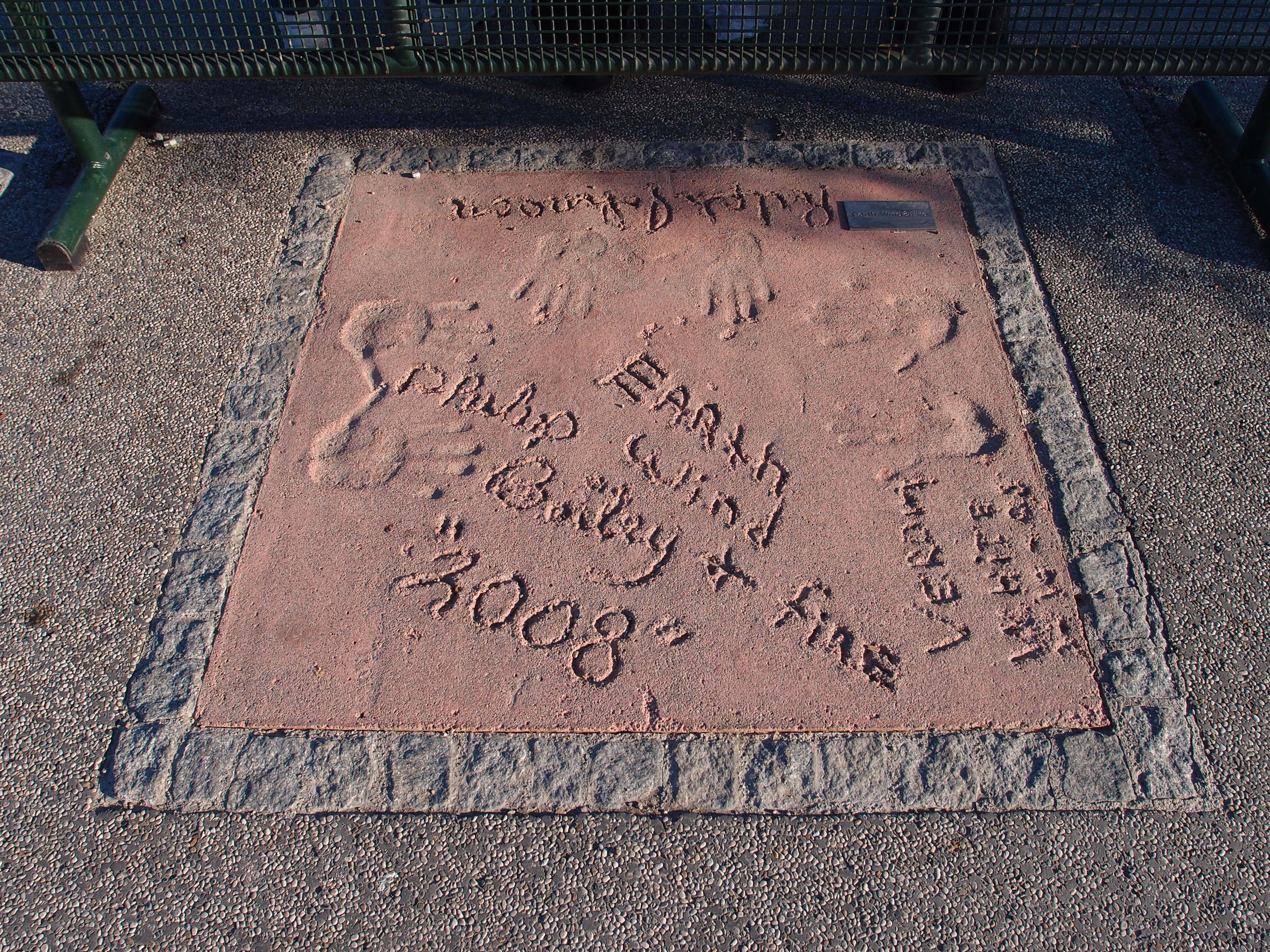
Earth, Wind and Fire
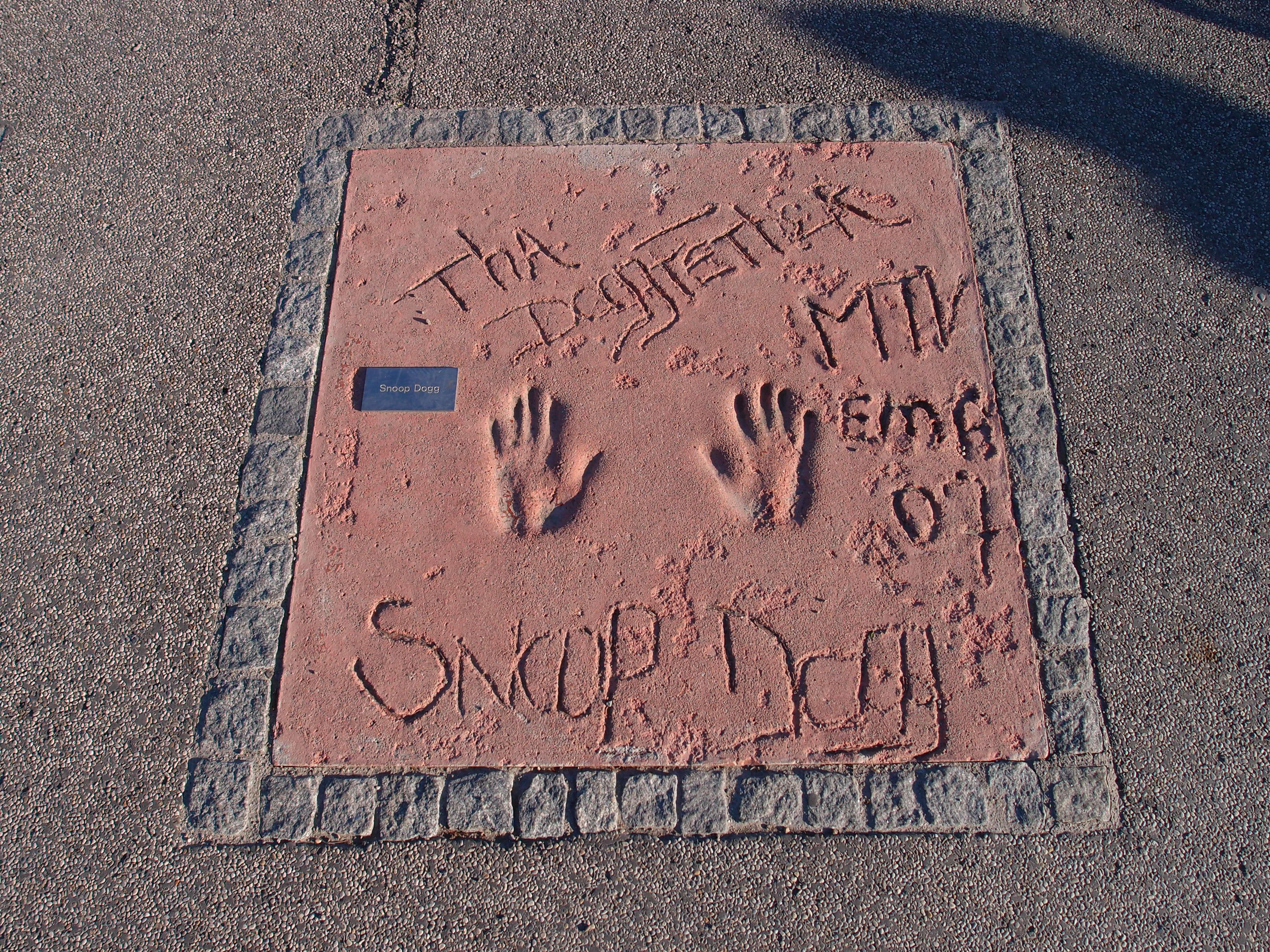
Snoop Dogg
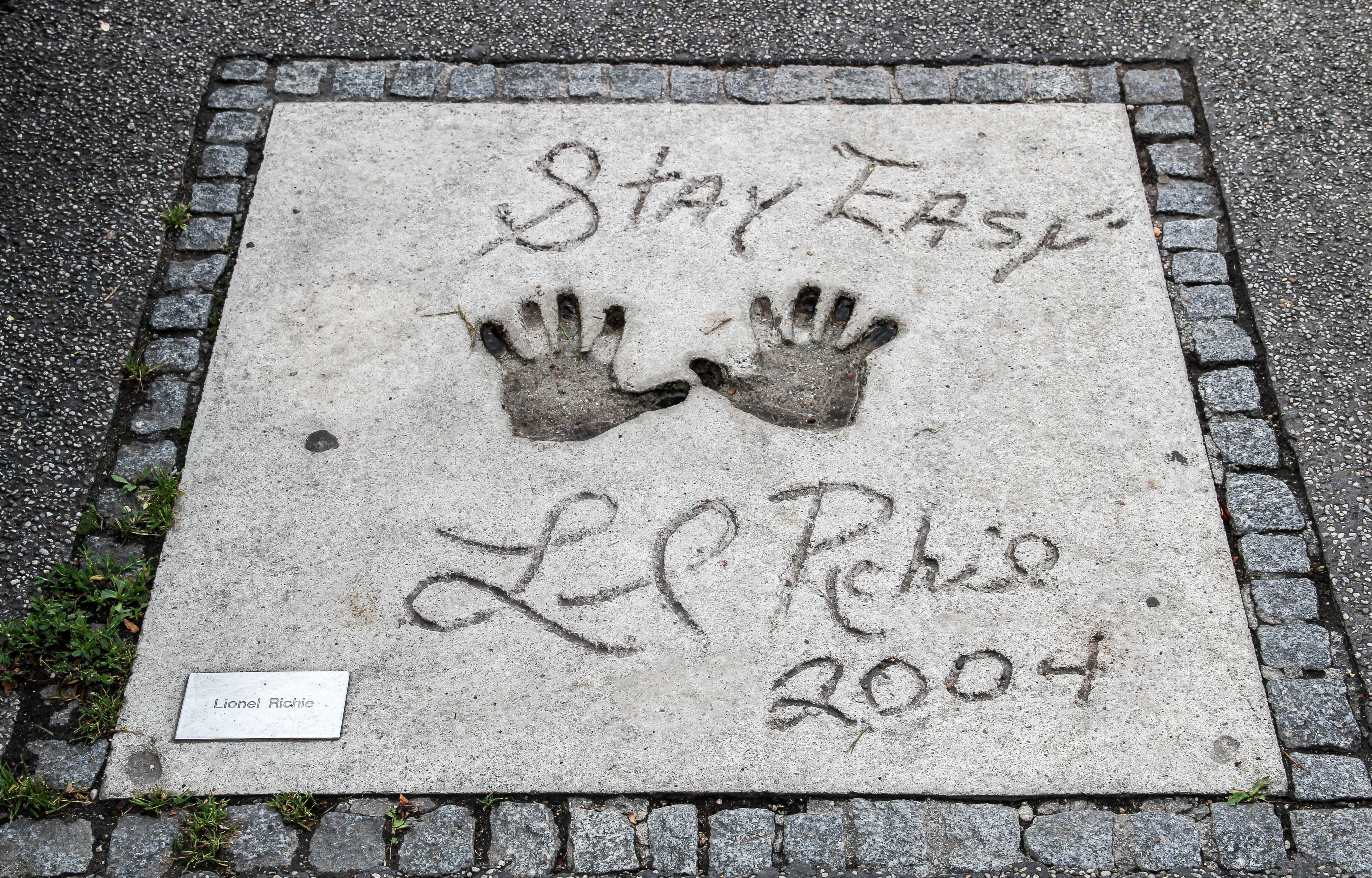
Lionel Richie
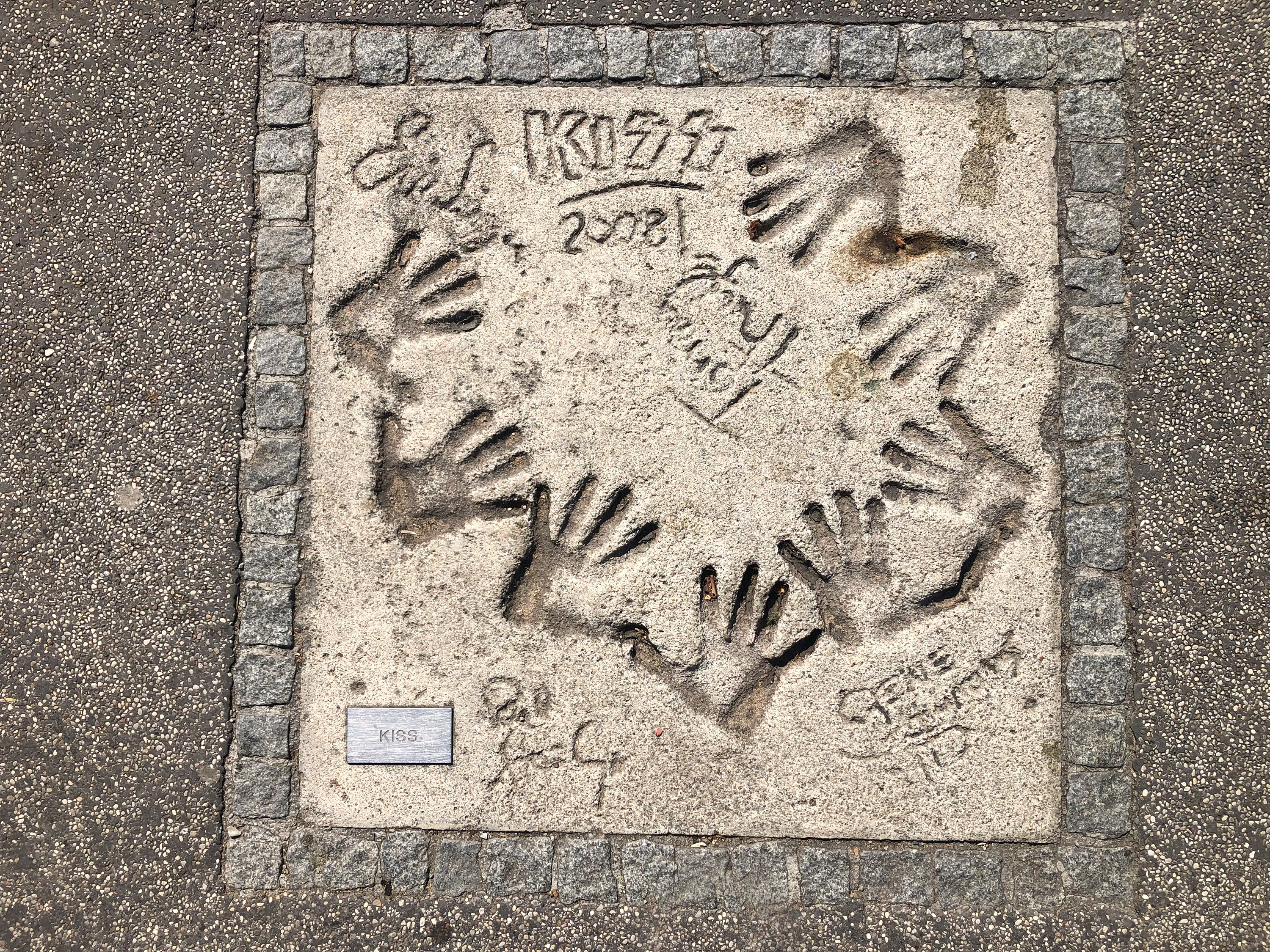
KISS
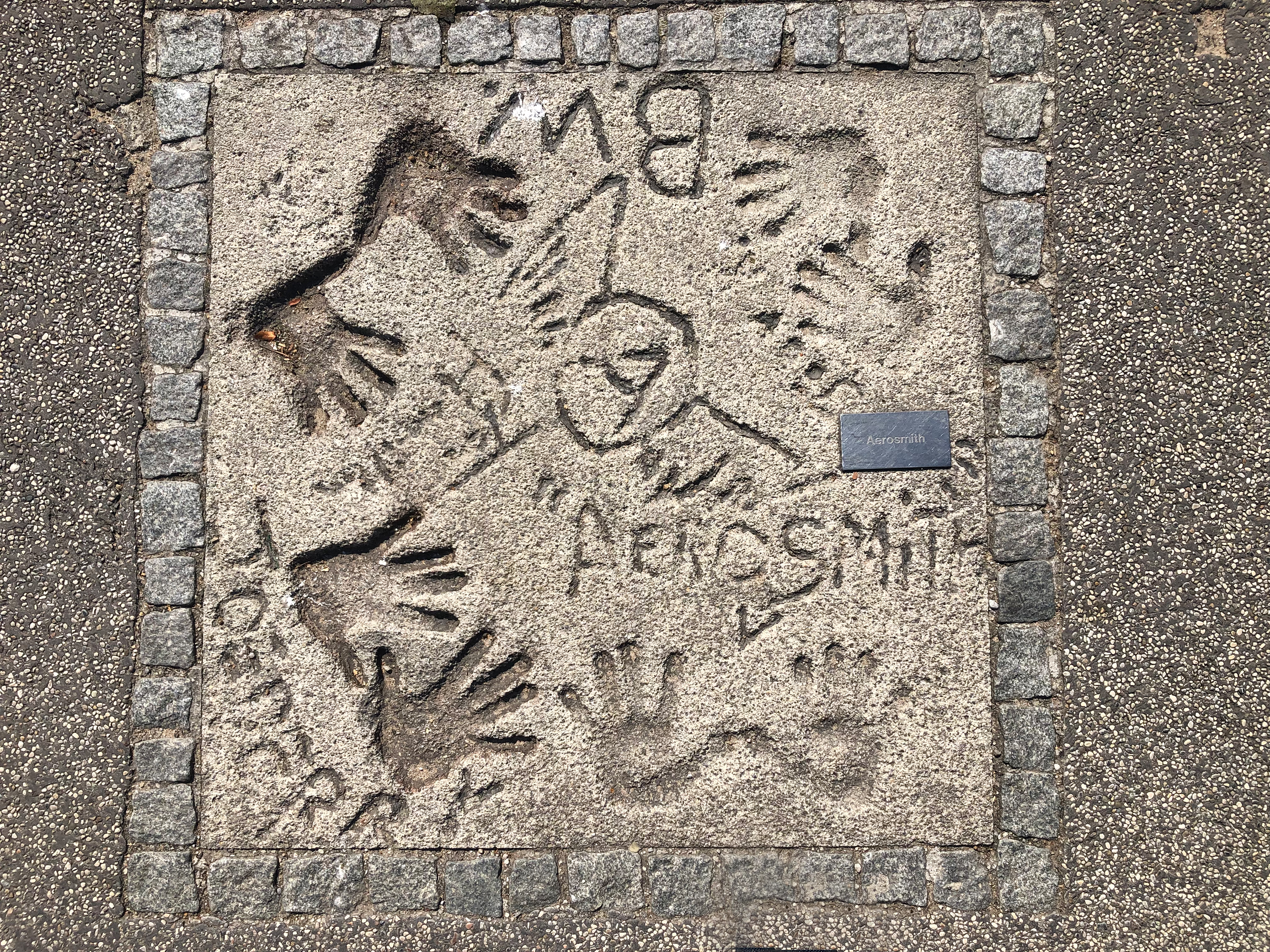
Aerosmith
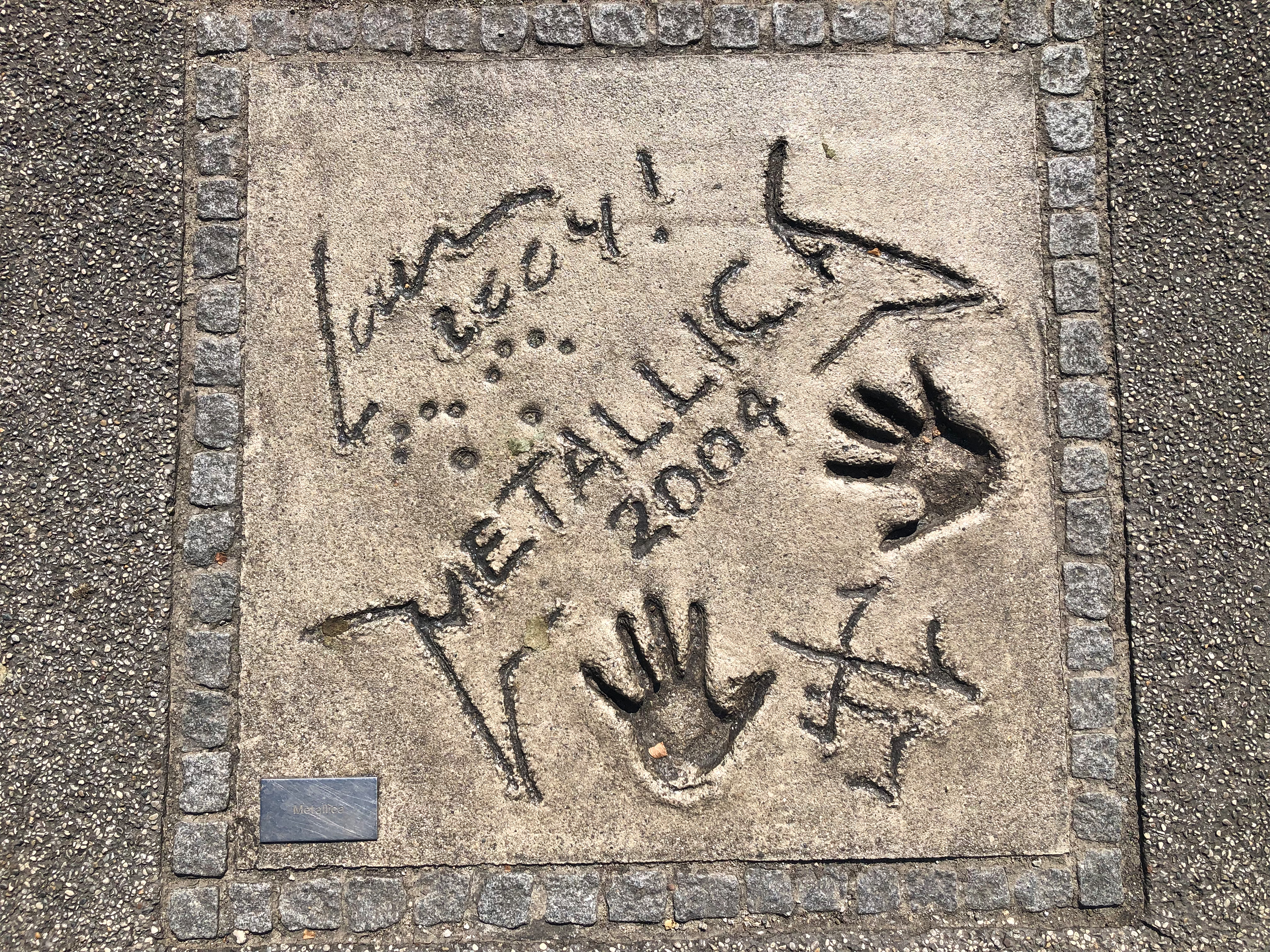
Metallica
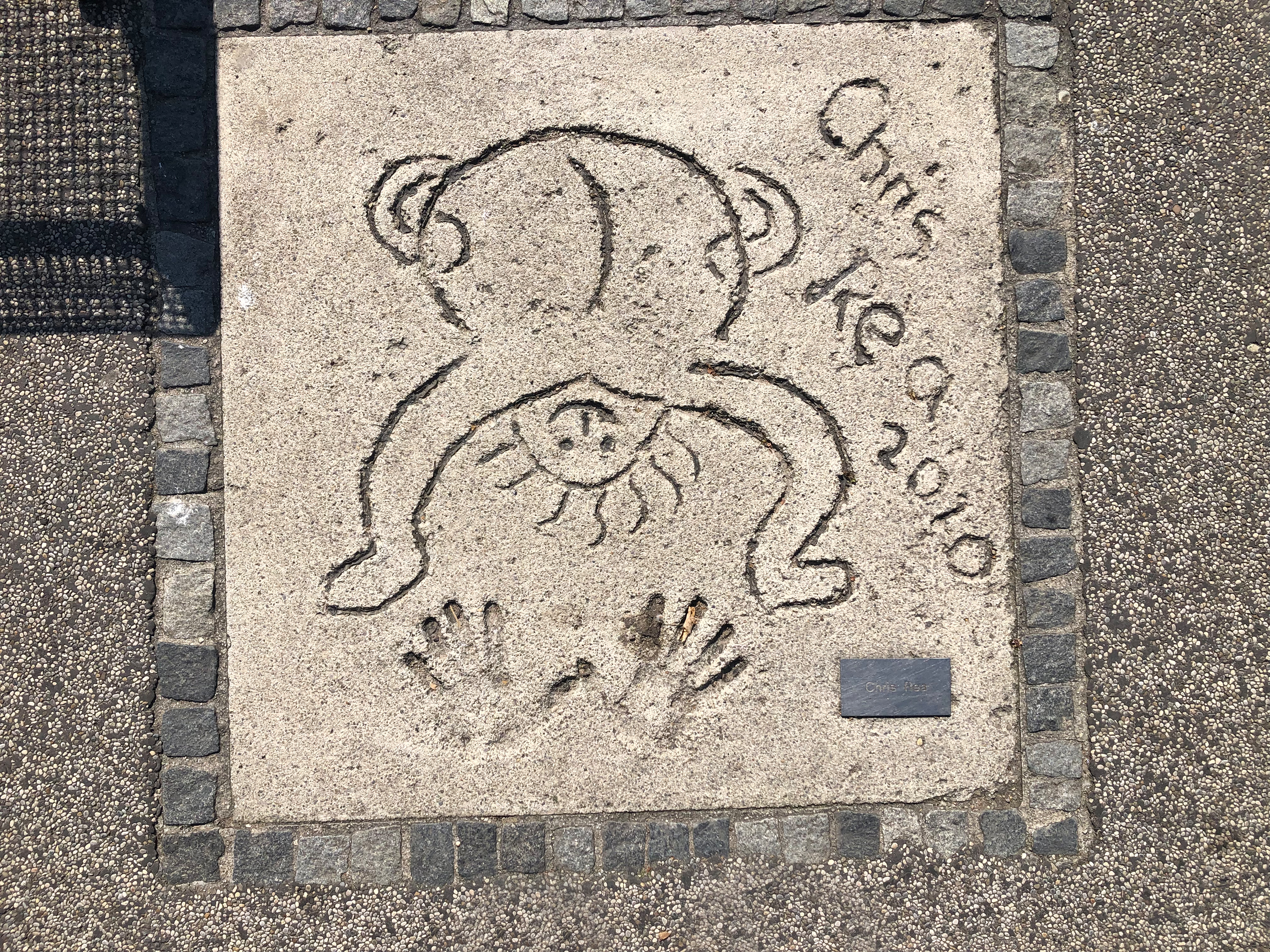
Chris Rea
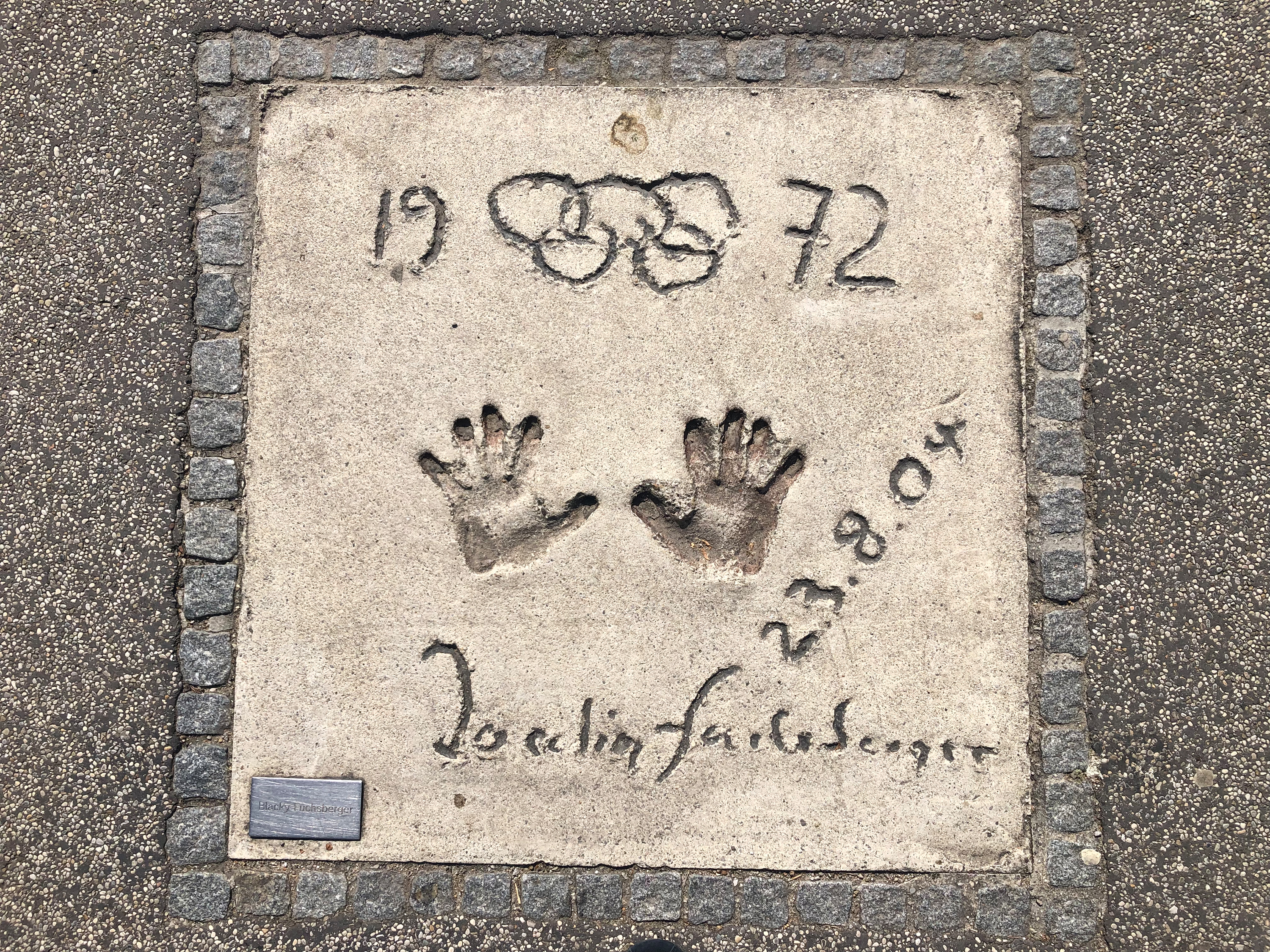
Joachim Fuchsberger
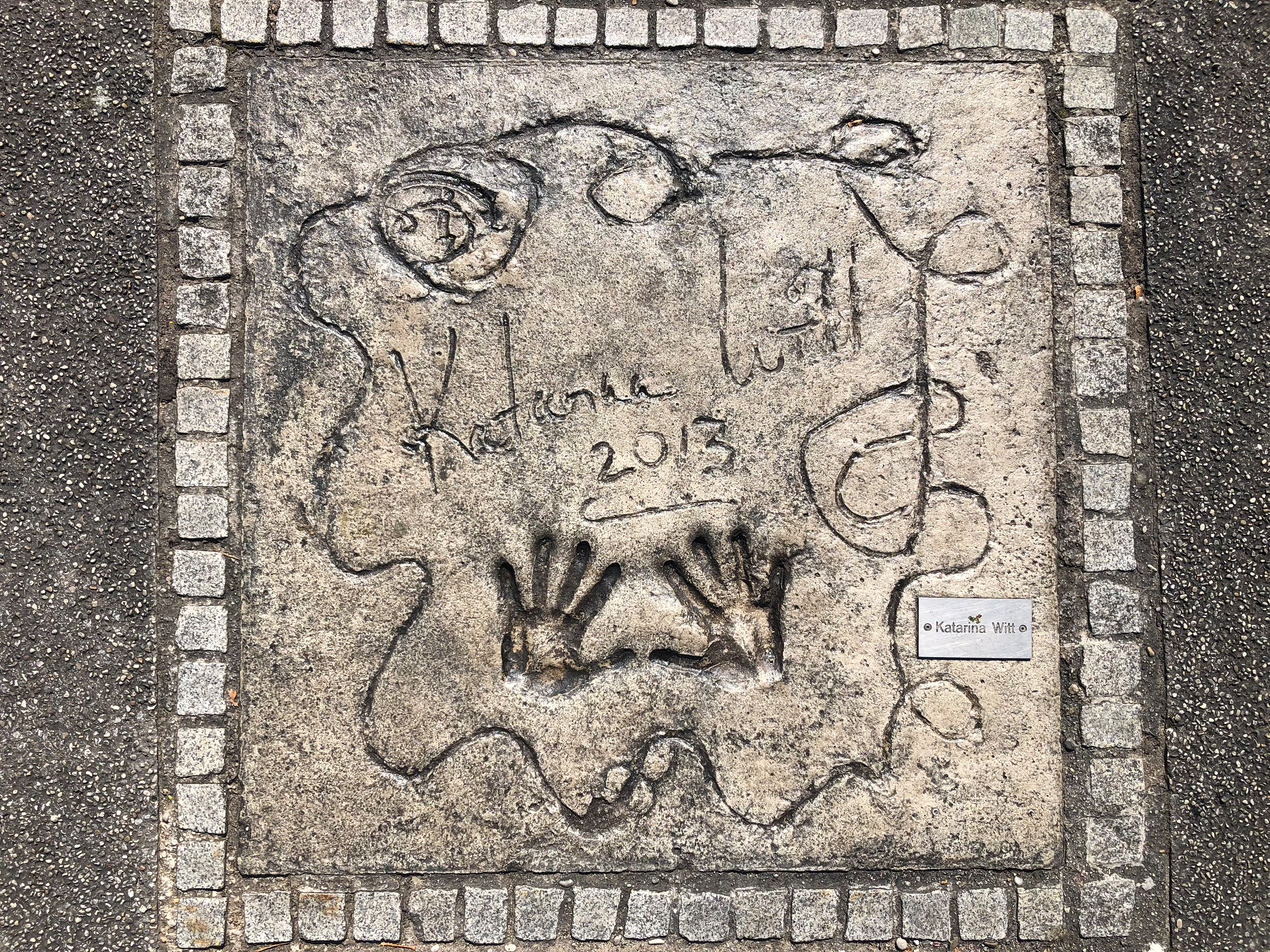
Katarina Witt
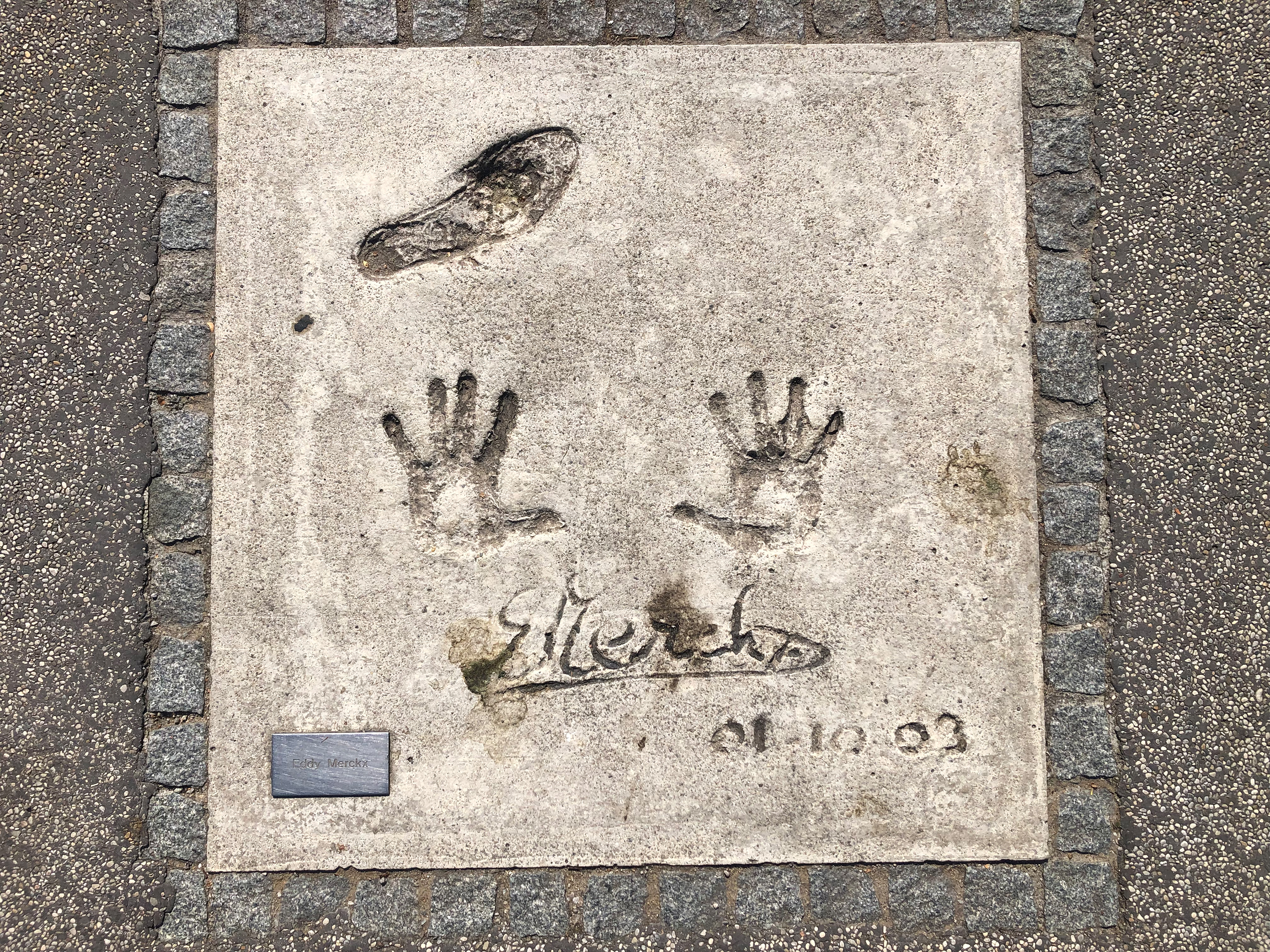
Eddy Merckx
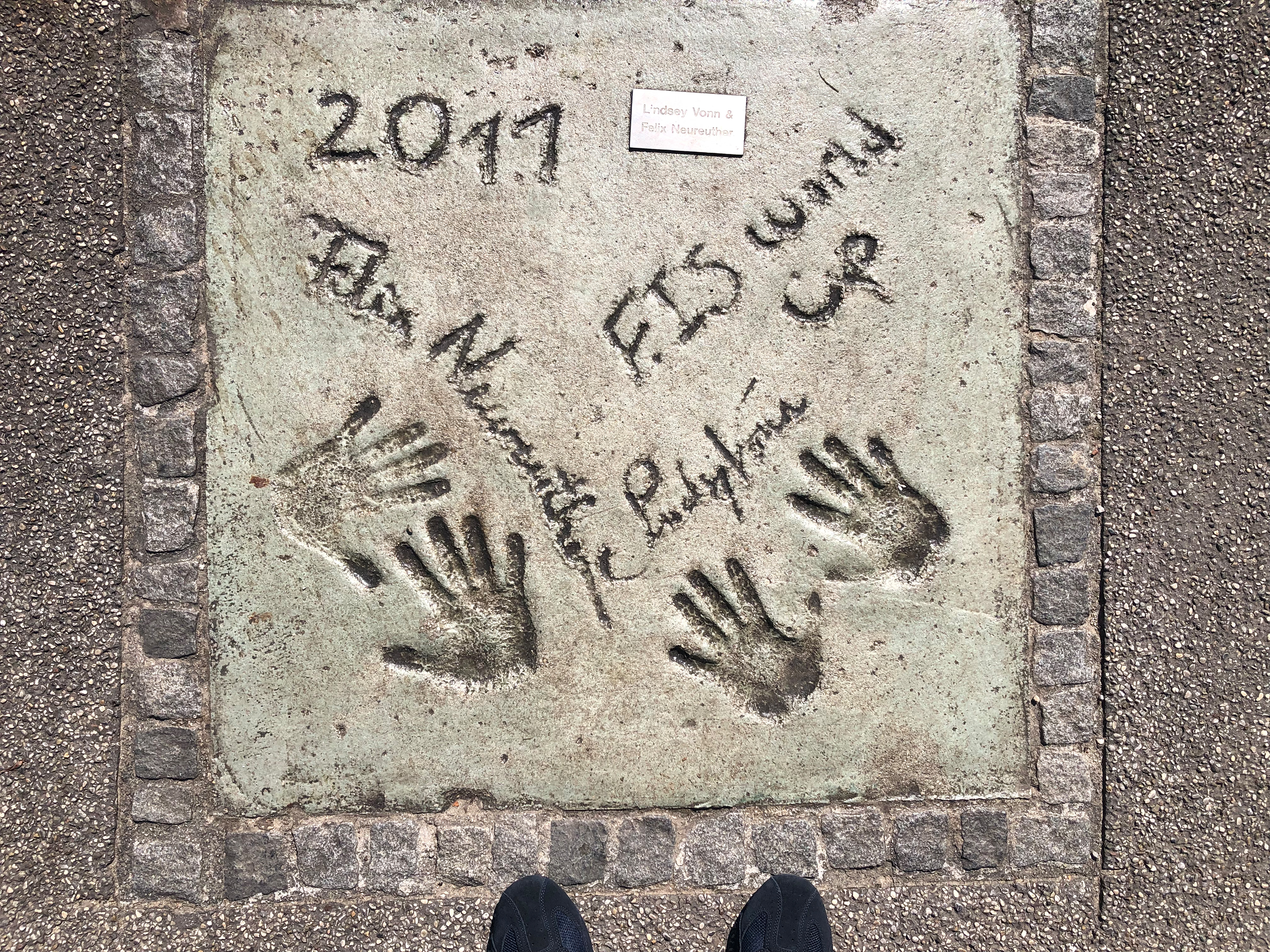
Lindsey Vonn und Felix Neureuther
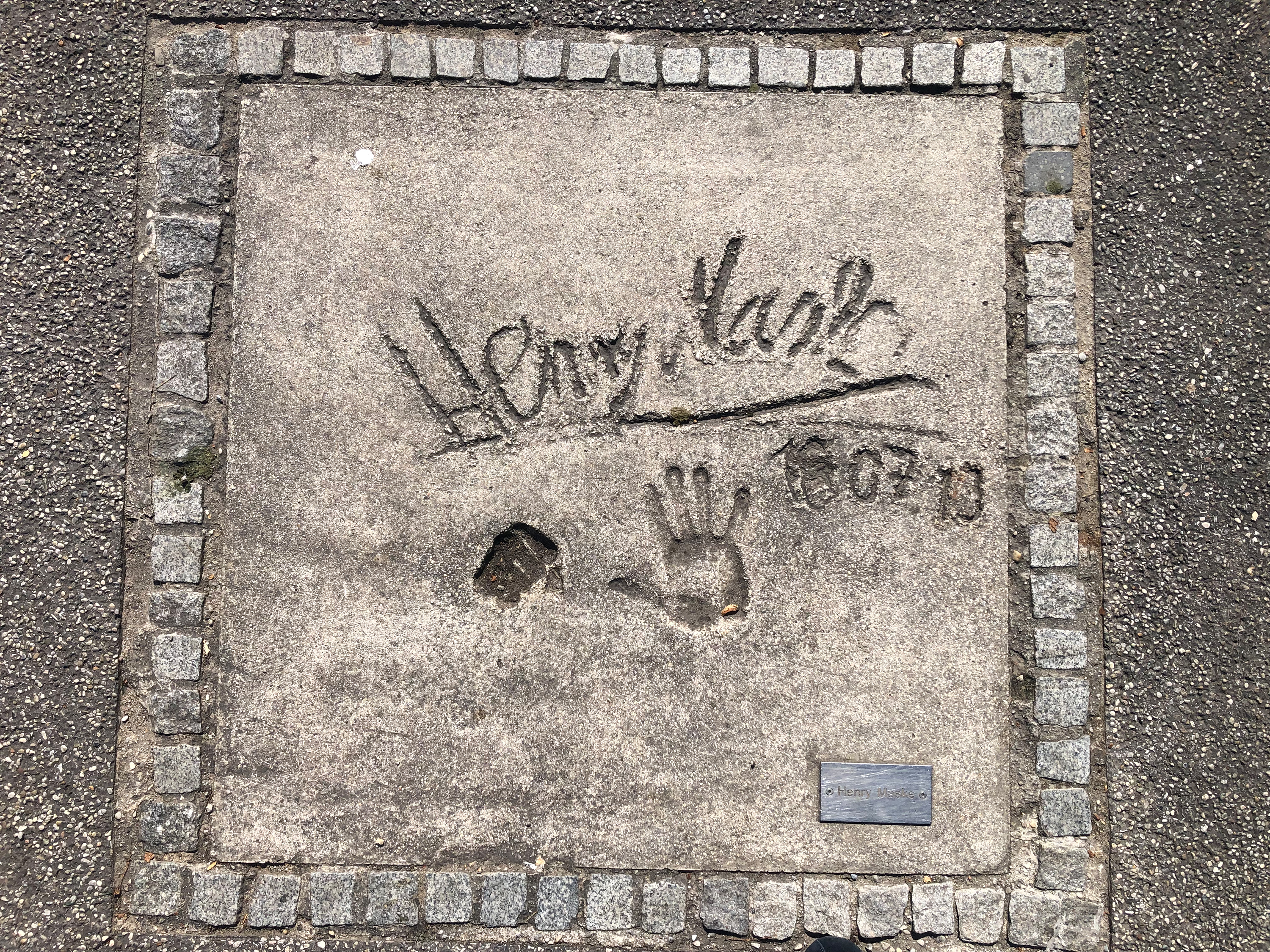
Henry Maske
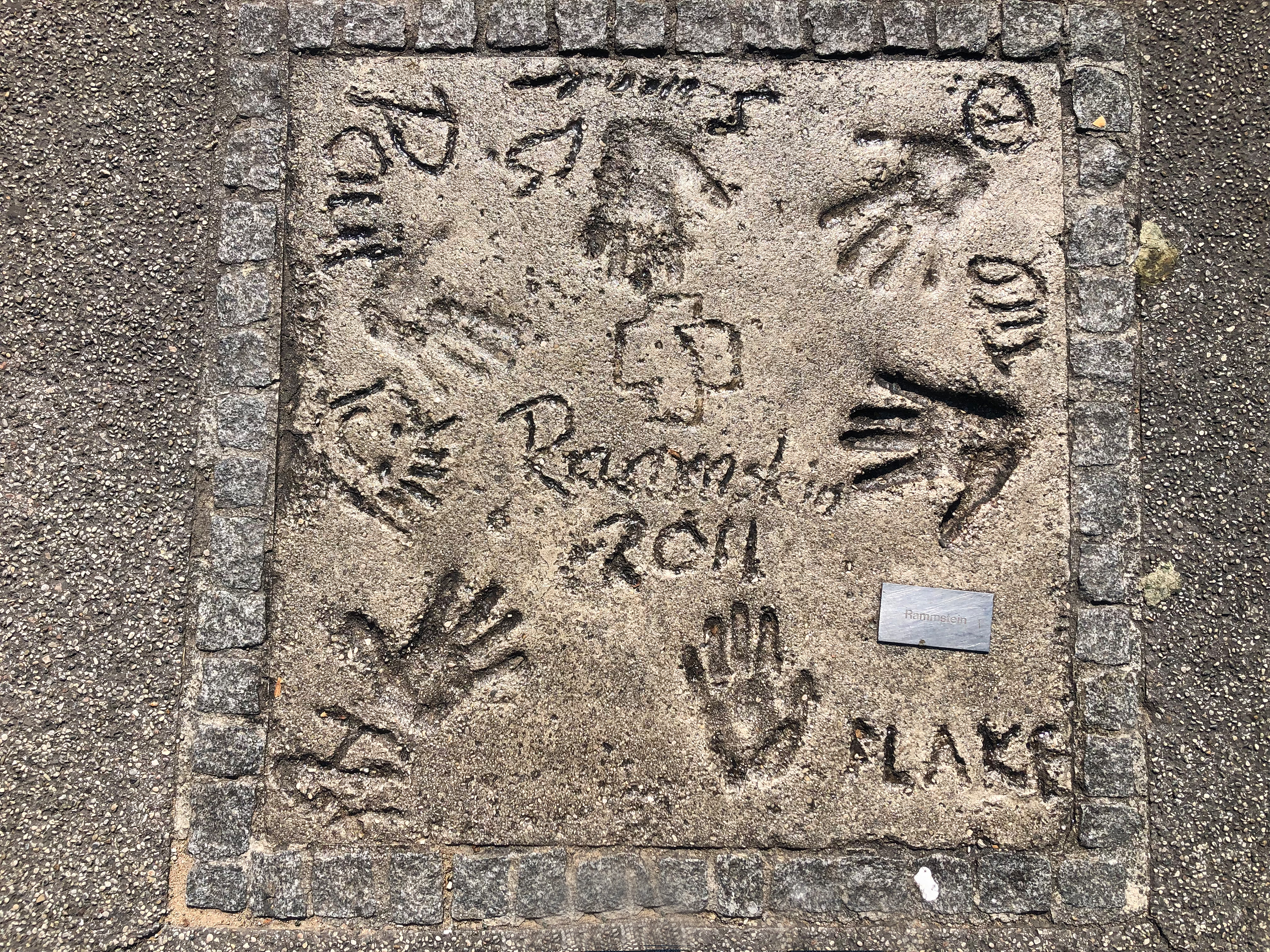
Rammstein
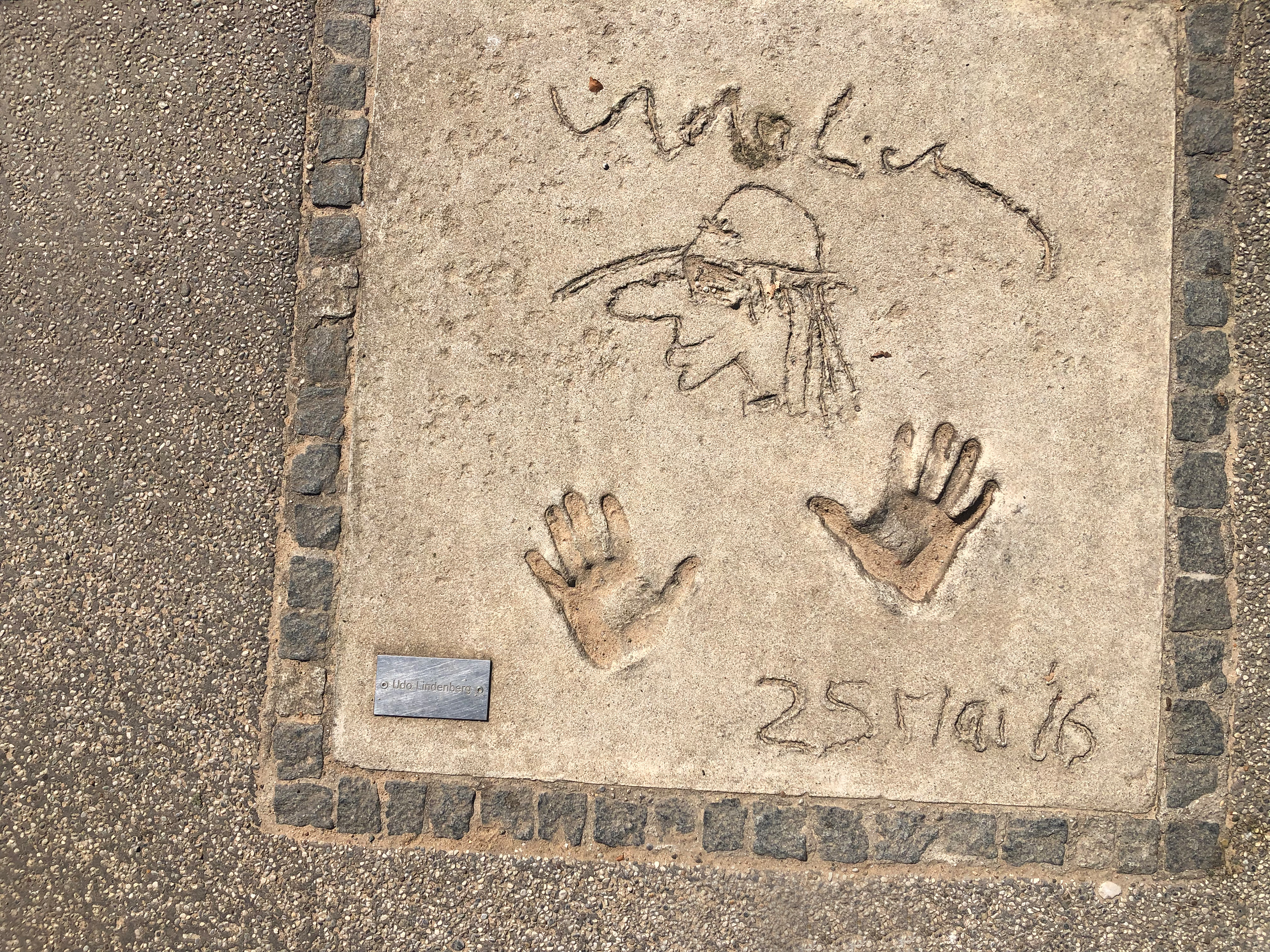
Udo Lindenberg
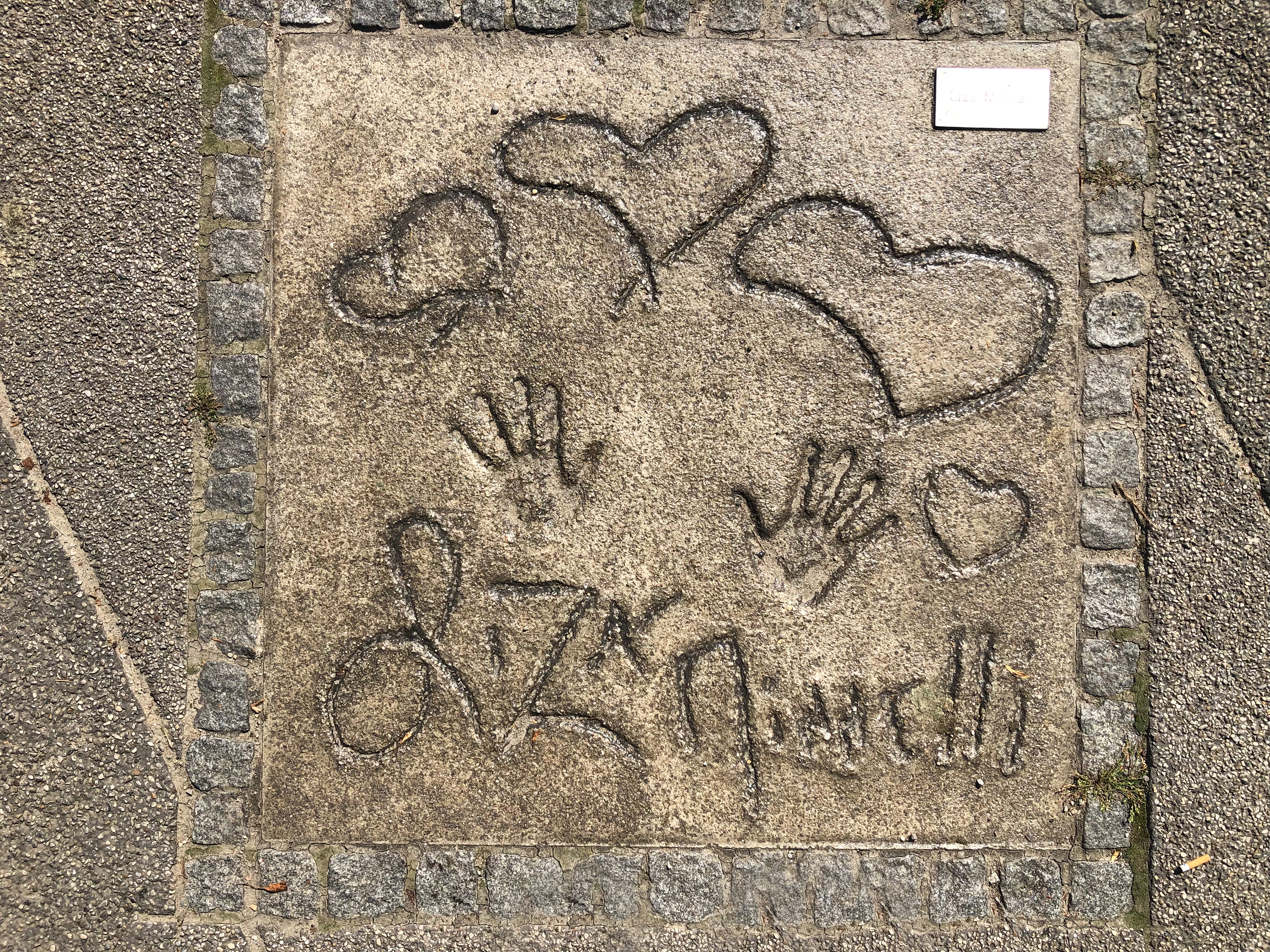
Liza Minnelli